# Haus der Kaufmannschaft (Lübeck)

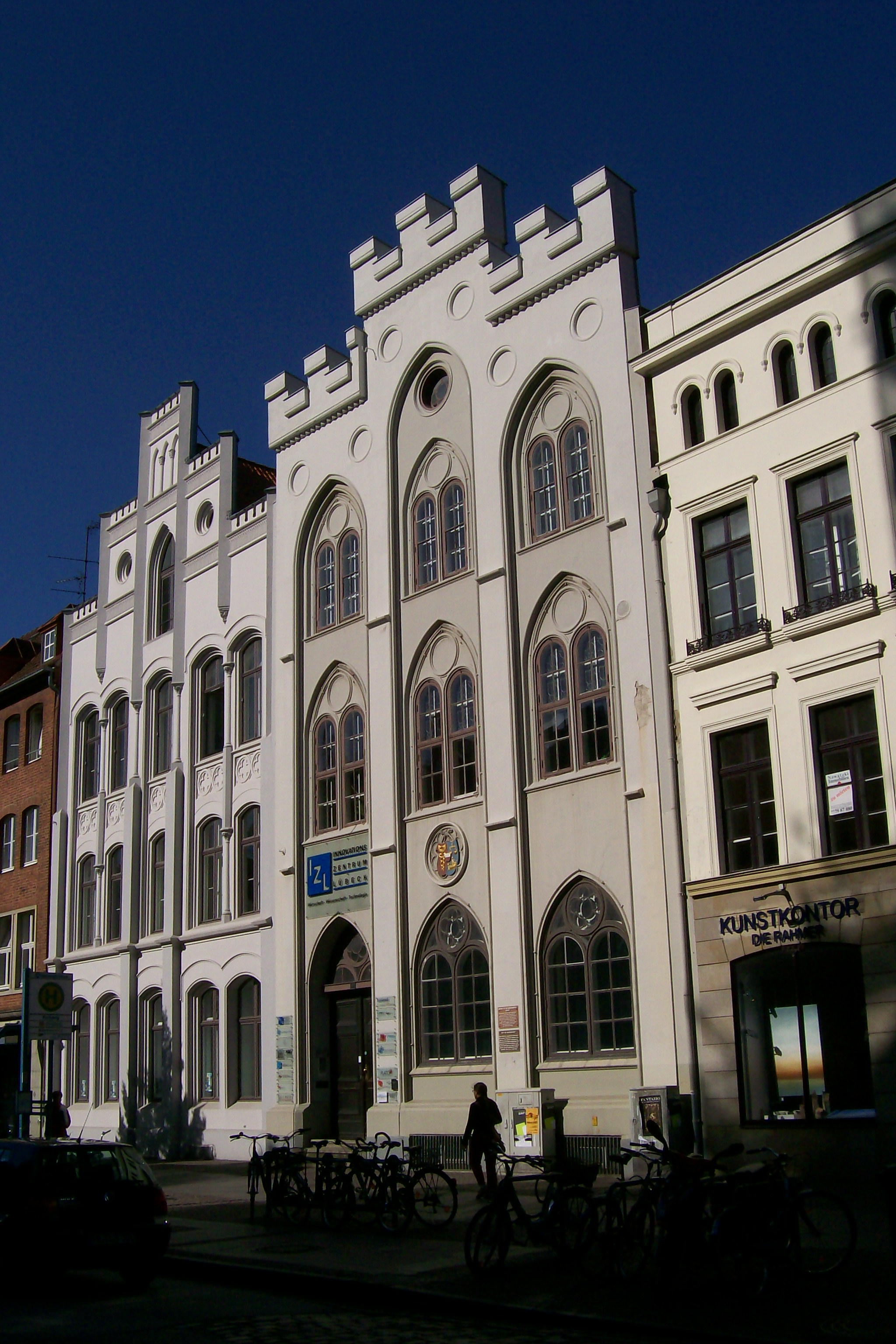
Das Haus der Kaufmannschaft

Das Haus der Kaufmannschaft in Lübeck beherbergt hinter seiner neugotischen Putzfassade von 1838 zwei der schönsten Sitzungsräume der Hansestadt aus der Zeit der Renaissance.
Das nach wie vor der Kaufmannschaft zu Lübeck als Nachfolgeorganisation der Lübecker Kaufmanns-Gilden gehörende Haus in der Breite Straße 6–8 neben der Schiffergesellschaft wurde seit 1853 bis Ende des 20. Jahrhunderts von der Handelskammer, später ab 1937 der Industrie- und Handelskammer zu Lübeck als Verwaltungsgebäude genutzt. Heute beherbergt es die Geschäftsstelle der Kaufmannschaft zu Lübeck und mehrere Unternehmen und Betriebe (z. B. die Nordischen Filmtage Lübeck, das Lübeck Management, hydro & meteo, DieStadtgärtner, Aikonetic uvm.). Hinter seinen ehrwürdigen Mauern gegenüber der Lübecker Jakobikirche verbergen sich zwei der schönsten Räume Lübecks, die hier allerdings nicht ihren originären Standort haben, sondern erst im 19. Jahrhundert hier eingebaut wurden:
- das Große Gemach von Tönnies Evers d. J.
- das nach dem Ratsherrn und Mäzen Thomas Fredenhagen benannte Fredenhagen-Zimmer von Hans Drege.[1]

Die Gemälde in der Diele sind von dem führenden norddeutschen Manieristen Johannes Willinges.